# Насыбуллин, Хамидулла Натфуллович
Хамидулла́ Натфу́ллович Насыбу́ллин (24 января 1919, село Алькеево, Казанская губерния (ныне Алькеевский район Татарстана), РСФСР — 2 января 1984, Тольятти) — участник Великой Отечественной войны, полный кавалер Ордена Славы, помощник командира взвода автоматчиков 172-го гвардейского стрелкового полка, гвардии старшина.

## Биография
Родился в татарской крестьянской семье. Окончил 7 классов и курсы трактористов. Работал в колхозе.
В 1939 году был призван в Красную Армию. На фронте в Великую Отечественную войну с сентября 1942 года.
Служил в роте автоматчиков 172-го гвардейского стрелкового полка 57-й гвардейской стрелковой дивизии, впоследствии полк в составе 39-й гвардейской стрелковой Барвенковской дивизии.
1 февраля 1944 года в бою за Натальевка Межевского района Днепропетровской области командуя отделением гвардии старший сержант Насыбуллин поднял отделение в атаку, ворвался в село и закрепился в нём. При отржаении контратаки отделение уничтожило большое количество солдат и подбило танк противника.
20 июля 1944 года Насыбуллин одним из первых форсировал реку Западный Буг в районе западнее города Любомль, Волынская области, огнём из автомата уничтожил более 10 вражеских солдат. На следующий день, в бою за расширение плацдарма отделение внезапной атакой выбило противника из села Рудка, уничтожив более 10 вражеских солдат и офицеров.
Отличился Насыбуллин и в боях в апреле 1945 года. Будучи помощником командира взвода автоматчиков в боях за город Зелов (Германия) 16 апреля 1945 года гвардии старшина заменил выбывшего из строя командиpa взвода, поднял бойцов в атаку, овладел одной из высот и удерживал её до подхода основных сил полка. 23 апреля 1945 года взвод Насыбуллина под прикрытием дымовой завесы одним из первых форсировал Шпрее южнее Берлина, закрепился на вражеском берегу и удерживал позиции до прибытия подкреплений. 27 апреля 1945 года в ходе уличных боёв в Берлине Насыбуллин со взводом солдат вышел во фланг противнику, отрезал группу вражеских солдат и уничтожил более 10 солдат противника.
Демобилизовался в 1946 году. Жил в Тольятти, где работал в тресте «Куйбышевгидрострой». Умер 2 января 1984 года.

## Награды
- Орден Красной Звезды.
- Орден Славы I степени (№ 2927).Указ Президиума Верховного Совета СССР от 15 мая 1946 года.
- Орден Славы II степени (№ 4259). Приказ Военного совета 8 гвардейской армии № 257/н от 14 августа 1944 года.
- Орден Славы III степени (№ 5384). Приказ командира 57 гвардейской стрелковой дивизии № 047 от 23 февраля 1944 года.
- Медаль «За отвагу».Приказ командира 172 гвардейского стрелкового полка № 034/н от 28 января 1944 года.
- Медаль «За победу над Германией в Великой Отечественной войне 1941—1945 гг.». Указ Президиума Верховного Совета СССР от 9 мая 1945 года.
- Медали СССР.